# Тонали, Сандро
Са́ндро Тона́ли (итал. Sandro Tonali, итальянское произношение: [ˈsandro toˈnaːli]; род. 8 мая 2000, Лоди, Ломбардия) — итальянский футболист, полузащитник английского клуба «Ньюкасл Юнайтед» и сборной Италии.

## Клубная карьера
Тонали — воспитанник клубов «Пьяченца» и «Брешиа». 26 августа 2017 года в матче против «Авеллино» он дебютировал в итальянской Серии B, в составе последнего. 28 апреля 2018 года в поединке против «Салернитаны» Сандро забил свой первый гол за «Брешию». Осенью Тонали начали интересоваться итальянские топ-клубы и лондонский «Челси». В 2019 году Сандро помог «Брешии» выиграть чемпионат и выйти в элиту. 25 августа в матче против «Кальяри» он дебютировал в итальянской Серии A.
9 сентября 2020 года Тонали был представлен в качестве игрока «Милана». Первый год игрок провел в статусе арендованного футболиста. 21 сентября в матче против «Болоньи» он дебютировал за новый клуб. 8 июля 2021 года «Милан» выкупил трансфер игрока. Сумма трансфера составила 16,9 млн евро. 29 августа в поединке против «Кальяри» Сандро забил свой первый гол за «Милан». В сезоне 2021/2022, в котором «Милан» стал чемпионом Италии, Тонали провёл 45 матчей и забил 5 голов.
3 июля 2023 года Тонали и английский клуб «Ньюкасл Юнайтед» объявил о подписании пятилетнего контракта. Официальные источники воздержались от разглашения суммы данного трансфера. Тем не менее, некоторые британские СМИ утверждали, что она составила 70 млн евро. Этот переход сделал Тонали самым дорогим итальянским футболистом за всю историю. 12 августа в матче против «Астон Виллы» он дебютировал в английской Премьер-лиге. В этом же поединке Сандро забил свой первый гол за «Ньюкасл Юнайтед».
В октябре 2023 был дисквалифицирован на 10 месяцев за ставки на футбольные матчи.
29 августа 2024 года спустя 308 дней сыграл свой первый матч в Кубке лиги против «Ноттингем Форест».

## Карьера в сборной
В 2018 году в юношеской сборной Италии Тонали завоевал серебряные медали юношеского чемпионата Европы в Финляндии. На турнире он сыграл в матчах против команд Норвегии, Финляндии, Франции и дважды Португалии.
Летом 2019 года Тонали в составе молодёжной сборной Италии принял участие в домашнем молодёжном чемпионате Европы. На турнире он сыграл в матчах против команд Польши и Бельгии.
15 октября 2019 года отборочном матче чемпионата Европы 2020 против сборной Лихтенштейна Тонали дебютировал за сборную Италии.
В 2021 году Тонали в составе молодёжной сборной Италии принял участие в молодёжном чемпионате Европы в Венгрии и Словении. На турнире он сыграл в матче против команды Чехии.

## Клубная статистика
| Выступление      | Выступление      | Выступление      | Чемпионат | Чемпионат | Кубки | Кубки | Еврокубки | Еврокубки | Прочие | Прочие | Итого | Итого |
| Клуб             | Лига             | Сезон            | Игры      | Голы      | Игры  | Голы  | Игры      | Голы      | Игры   | Голы   | Игры  | Голы  |
| ---------------- | ---------------- | ---------------- | --------- | --------- | ----- | ----- | --------- | --------- | ------ | ------ | ----- | ----- |
| Брешиа           | Серия B          | 2017/18          | 19        | 2         | 0     | 0     | 0         | 0         | 0      | 0      | 19    | 2     |
| Брешиа           | Серия B          | 2018/19          | 34        | 3         | 0     | 0     | 0         | 0         | 0      | 0      | 34    | 3     |
| Брешиа           | Серия A          | 2019/20          | 35        | 1         | 1     | 0     | 0         | 0         | 0      | 0      | 36    | 1     |
| Брешиа           | Итого            | Итого            | 88        | 6         | 1     | 0     | 0         | 0         | 0      | 0      | 89    | 6     |
| Милан            | Серия A          | → 2020/21        | 25        | 0         | 1     | 0     | 11        | 0         | 0      | 0      | 37    | 0     |
| Милан            | Серия A          | 2021/22          | 36        | 5         | 3     | 0     | 6         | 0         | 0      | 0      | 45    | 5     |
| Милан            | Серия A          | 2022/23          | 34        | 2         | 1     | 0     | 12        | 0         | 1      | 0      | 48    | 2     |
| Милан            | Итого            | Итого            | 95        | 7         | 5     | 0     | 29        | 0         | 1      | 0      | 130   | 7     |
| Ньюкасл Юнайтед  | Премьер-лига     | 2023/24          | 8         | 1         | 1     | 0     | 3         | 0         | 0      | 0      | 12    | 1     |
| Ньюкасл Юнайтед  | Премьер-лига     | 2024/25          | 31        | 3         | 9     | 2     | 0         | 0         | 0      | 0      | 40    | 5     |
| Ньюкасл Юнайтед  | Итого            | Итого            | 39        | 4         | 10    | 2     | 3         | 0         | 0      | 0      | 52    | 6     |
| Всего за карьеру | Всего за карьеру | Всего за карьеру | 222       | 17        | 16    | 2     | 32        | 0         | 1      | 0      | 271   | 19    |

## Достижения

### Командные
«Брешиа»
- Победитель Серии В: 2018/19

«Милан»
- Чемпион Италии: 2021/22

«Ньюкасл Юнайтед»
- Обладатель Кубка Английской футбольной лиги: 2024/25

### Личные
- Символическая сборная чемпионата Европы среди юношей (до 19 лет): 2018[27]
- Лучший игрок месяца Серии А: май 2022[28]
- Член символической «сборной сезона» Серии А: 2022/23[29]